# Дуо Вега
Дуо „Вега“ е бивш български попфолк дует. Най-известната му песен е „За тебе, братко“.

## История
Дуо „Вега“ е създадено в Добрич през 1989 г. от Галин Кулов и Валентин Янков.
През 1989 г. Галин Кулов (китара, вокал) работи в една механа в Добрич, тогавашния Толбухин, с народен оркестър. Там се запознава с Валентин Янков (клавир, вокал, композитор и поет), с когото създават дуо „Вега“. В механата Валентин Янков казва на Кулов, че търси китарист за работа в Шумен. Кулов се съгласява, но по това време дуото няма име.
След две седмици репетиции заминават за Шумен. Кулов се оформя като основен певец на дуета, а Янков се занимава с всичко останало. Първите им участия са в ресторант в Шумен, а музиката им бързо започва да се харесва на клиентите му. Питат ги дали продават касетки със собствена музика. Тогава стигат до идеята да запишат албум.
История на „За тебе, братко“
Първият им албум е с чужди песни, защото по това време нямат техни собствени, докато една вечер Кулов се прибира в общата им квартира и Янков му казва, че е измислил песен за предстоящия им албум. Тогава Кулов чува за пръв път песента „За тебе, братко“, изсвирена на китара. На следващата вечер я представят пред публика. Успехът ѝ е невероятен, а хората започват да я искат отново и отново. Имало вечери, в които я изпълнявали по 20 пъти. Следват и други хитови песни, но не толкова известни. След 4-5 месеца работа в Шумен получават предложение – да сформират група за работа в Сърбия. Това налага да запишат дебютния си албум с български и чужди песни, възможно най-бързо. През остатъка от времето, преди да заминат, продават само 50 аудио касети. След завръщането си от Сърбия разбрат, че албумът им „За тебе, братко“ е станал доста популярен и започват да идват покани за много участия. Следва предложение от музикална компания да издадат още един албум, но по това време парите, които се плащат за албум, са много малко и дуетът разчита предимно на участия. Записват втория си албум „Комарджията“. Този албум също съдържа някои хитови песни. Доходите от албумите на дуета обаче не са достатъчни и така те се разделят, като преди това записват последния си албум „Маце по мерак“, който съдържа и поппесни. След него решават, че няма смисъл от издаване на повече албуми.
След известно време Кулов записва хитовата песен „Ох, баня, ох, кеф“.
През 1997 г. Галин Кулов участва на фестивала „Златният Орфей“, където се класира на четвърто място, а през 1999 г. емигрира в чужбина.
Валентин Янков умира през 2009 г.
Освен „За тебе, братко“, други хитове на дуото са „Седем бели коня“ (На венчане), „Без теб“, „Знай, че аз вечно ще те чакам“ и „Върни се ти“.

## Дискография
| Година | Албум             | Вид | Издател        | Каталожен номер |
| ------ | ----------------- | --- | -------------- | --------------- |
| 1993   | „За тебе, братко“ | MC  | Милена рекърдс |                 |
| 1994   | „Комарджията“     | MC  | Милена рекърдс |                 |
| 1995   | „Маце по мерак“   | MC  | Милена рекърдс | 95001           |